# Peromyscus mayensis
Peromyscus mayensis é uma espécie de roedor da família Cricetidae.
Apenas pode ser encontrada na Guatemala.